# Olmützer Punktation
Die Olmützer Punktation (oder auch der Olmützer Vertrag) war ein diplomatisches Abkommen, das am 29. November 1850 zwischen Preußen, Österreich und Russland über die Beendigung der Herbstkrise von 1850  abgeschlossen wurde. Gegenüber standen sich einerseits Österreich mit denjenigen deutschen Staaten, die den Deutschen Bund wiederherstellen wollten, und andererseits Preußen, das dabei war, einen neuen Bundesstaat zu errichten (die Erfurter Union). Darüber kam es beinahe zum Krieg in Deutschland, der schließlich durch Preußens Zurückweichen vermieden wurde.

## Ablauf
Die Konferenzen der Vertreter der drei Mächte fanden vom 28. bis zum 30. November 1850 in Olmütz in Nordmähren statt. Die preußische Delegation wurde vom neu ernannten Ministerpräsidenten Otto Theodor von Manteuffel geführt, die österreichische von Ministerpräsident Felix zu Schwarzenberg.
Nach dem Frieden von Berlin im Juni 1850 war es zu einem Konflikt zwischen dem hessischen Kurfürsten und seinen Untertanen gekommen (Herbstkrise 1850). Diesen nahm Schwarzenberg zum Anlass, Preußen weiter zu isolieren. Schon am 8. November 1850 war es zu einem Vorpostengefecht zwischen der Österreich nahestehenden bayerischen und der preußischen Armee bei Bronnzell nahe Fulda, gekommen, bei dem lediglich ein Trompeterschimmel getötet wurde. Der preußische König Friedrich Wilhelm IV. und seine Regierung entschlossen sich, nach einer Kontroverse zwischen Manteuffel und seinem Vorgänger Joseph von Radowitz, daraufhin zum Einlenken.
Als Punktation bezeichnete man seinerzeit einen Staatsvertrag. Mit diesem verzichtete Preußen auf den Führungsanspruch als deutscher Staat. Gleichzeitig wurde der Deutsche Bund, der durch die Revolutionen von 1848 schwer angeschlagen war, unter der Leitung Österreichs wiederhergestellt. Da Preußen durch das Abkommen bedeutend an Ansehen verlor, trug es letztlich zur weiteren Zuspitzung des Gegensatzes mit Österreich bei. In der innenpolitischen Diskussion Preußens bürgerten sich später – ausgehend von der kleindeutsch-liberalen Kritik an dem Abkommen – auch Begriffe wie „Schande von Olmütz“ ein. „Ein zweites Olmütz“ wurde zum Synonym für politische Niederlagen.

## Auszug aus dem Vertrag von Olmütz vom 29. November 1850
1) Die Regierungen von Österreich und Preußen erklären, daß es in ihrer Absicht liege, die endliche und definitive Regulierung der kurhessischen und holsteinischen Angelegenheit durch die gemeinsame Entscheidung aller deutschen Regierungen herbeizuführen.
2) Um die Kooperation der in Frankfurt vertretenen und der übrigen deutschen Regierungen möglich zu machen, sollen in kürzester Frist von seiten der in Frankfurt vertretenen Bundesmitglieder sowie von seiten Preußens ... je ein Kommissar ernannt werden, welcher über die gemeinschaftlich zu treffenden Maßregelungen in Einvernehmen zu treten haben.